# Borovice u vily Franke
Borovice u vily Franke je skupina dvou památných stromů v Tišnově, severozápadně od Brna. Borovice černé (Pinus nigra) rostou v Riegrově ulici u kulturní památky, secesní vily Franke. Borovice jsou chráněny od roku 2004.